# 増田町立西成瀬小学校
増田町立西成瀬小学校（ますだちょうりつ にしなるせしょうがっこう）は、秋田県横手市増田町荻袋にかつて存在した公立小学校。通称「西小（にししょう）」。

## 概要
西成瀬小学校は、1883年（明治16年）4月7日に西成瀬村にて開校した「荻袋安養寺小学校」を前身とする学校であるが、2002年（平成14年）に増田小学校へと統合され、閉校した。
1896年に赴任した遠藤熊吉は、1899年頃より標準語教育に力を入れ、学校が所在した旧西成瀬村は「標準語村」とも呼ばれた。
閉校後は「西成瀬地域センター（西成瀬公民館）」として公民館機能をもつ施設となり、2017年（平成29年）には地域センターから地区交流センターへと名を変えた。2023年（令和5年）4月1日からは施設の名前も西成瀬公民館から西成瀬地区交流センターへと改称した。

## 歴史

### 略歴
西成瀬小学校の前身となるのは、1883年4月7日に開校した「荻袋安養寺小学校」であり、雄勝郡荻袋村・熊淵村・狙半内村が連合して安養寺（地名）の民家を借用して開校した。狙半内村については中村に小栗山分校を、上畑に上畑分教場を設置して通学不便に対応した。
1884年4月、吉野村・湯野沢村は田子内村・岩井川村・椿川村の5村で連合して湯野沢村にて「田子内簡易小学校湯野沢分教室」を開校した。1885年に吉野村・湯野沢村は、学制改革により荻袋村・熊淵村・狙半内村の連合に加入し、荻袋安養寺小の学区となった。1887年に荻袋安養寺小は現在地へ移転し、6月に「荻袋簡易小学校」へと改称。1889年4月1日には、町村制の施行により荻袋村・熊淵村・狙半内村・吉野村・湯野沢村が合併し西成瀬村が発足、1892年に「西成瀬尋常小学校」と改称した。
1915年、吉乃鉱山にて熊ノ沢鉱床が発見されたことにより、鉱山労働者が全国から流入。それに伴って児童数も急増（1916年から1917年の1年間で273人増加、全校で758人が在籍。）し、児童の収容ができなくなったため、鉱山施設の一部を使用して分教場を開設。校舎の増築は1917年12月20日に竣工し、分教場は廃止された。
1918年に「西成瀬尋常高等小学校」と改称。1923年には小栗山分教場が独立し、小栗山尋常小学校として発足、また同時に上畑分教場が小栗山小学校の分教場となった。小栗山小学校は1982年に上畑小学校と統合して増田東小学校へと統合された。
第二次世界大戦が勃発し、国民学校令が施行された1941年には「西成瀬国民学校」へ、終戦後の学校教育法の施行では「西成瀬村立西成瀬小学校」と改称し、西成瀬村立西成瀬中学校を併設した。1955年には町村合併により「増田町立西成瀬小学校」と改称した。
湯野沢分校は1962年11月20日に新校舎が竣工、1984年に閉校した。西成瀬小の新校舎は1990年に竣工し、この校舎が閉校まで使用されることとなった。
2002年4月1日に増田小学校・亀田小学校・増田東小学校と統合し、新生「増田小学校」が発足、亀田小学校は閉校した。

### 年表
以下、注釈の無い項目は『増田町史（1997年）』の情報によるもの。校名の改称については地区交流センター運営協議会報によるもの。
- 1883年4月7日 - 「荻袋安養寺小学校」として開校。小栗山分校、上畑分教場を設置。
- 1884年4月 - 湯野沢村にて「田子内簡易小学校湯野沢分教室」を設置。
- 1887年 - 現在地に移転。
  - 6月 - 「荻袋簡易小学校」と改称。
- 1892年 - 「西成瀬尋常小学校」と改称。
- 1901年 - 新校舎が竣工[9]。
- 1917年12月20日 - 児童数増加に伴い校舎増築、竣工。
- 1918年 - 「西成瀬尋常高等小学校」と改称。
- 1923年 - 小栗山分教場が独立、小栗山小学校として発足。
- 1941年4月1日 - 国民学校令により、「西成瀬国民学校」と改称。
- 1947年4月1日 - 学校教育法（現行法）により、「西成瀬村立西成瀬小学校」と改称。西成瀬中学校を附設。
- 1955年
  - 3月31日 - 西成瀬中学校の独立校舎が竣工。
  - 4月1日 - 町村合併により、「増田町立西成瀬小学校」と改称。
- 1990年9月24日 - 新校舎が竣工。
- 2002年3月31日 - 閉校[3]。

## 校歌
- 作詞：竹内瑛二郎
- 作曲：大山会三郎